# Ed Oxenbould
Ed Oxenbould (Melbourne, 1º giugno 2001) è un attore australiano.
È noto soprattutto per essere stato il protagonista del film commedia Una fantastica e incredibile giornata da dimenticare e dell'horror The Visit.

## Biografia
Oxenbould è nato a Melbourne, figlio degli attori Di Adams e Jamie Oxenbould. Nel 2011 è apparso per la prima volta in televisione in un episodio della serie Underbelly. Nell'anno successivo ha recitato nel cortometraggio australiano Julian. Tale interpretazione è stata molto elogiata dalla critica, tanto da fargli conquistare una candidatura all'AACTA Award come miglior giovane attore. Dal 2012 al 2014 ha preso parte alla serie televisiva australiana Puberty Blues.
Dopo essere apparso in altre serie e cortometraggi, nel 2014 ha debuttato al cinema nel film Paper Planes - Ai confini del cielo, in cui ha recitato al fianco di Sam Worthington. Il film è stato presentato in anteprima al Toronto International Film Festival. Nello stesso anno è stato il protagonista della commedia Una fantastica e incredibile giornata da dimenticare, insieme a Steve Carell, Jennifer Garner e Dylan Minnette; per questa interpretazione ha ricevuto una candidatura allo Young Artist Award come miglior giovane attore protagonista in un film. Nel 2015 è stato il protagonista maschile dell'horror The Visit, film diretto da M. Night Shyamalan.

## Filmografia

### Cinema
- Paper Planes - Ai confini del cielo (Paper Planes), regia di Robert Connolly (2014)
- Una fantastica e incredibile giornata da dimenticare (Alexander and the Terrible, Horrible, No Good, Very Bad Day), regia di Miguel Arteta (2014)
- The Visit, regia di M. Night Shyamalan (2015)
- Better Watch Out, regia di Chris Peckover (2016)
- Wildlife, regia di Paul Dano (2018)

- Head South (2024), regia di Jonathan Ogilvie

### Televisione
- Underbelly - serie TV, episodio 4x11 (2011)
- Tricky Business - serie TV, episodio 1x10 (2012)
- Puberty Blues - serie TV, 17 episodi (2012-2014)
- Soul Mates - serie TV, episodi 1x02-1x03 (2014)
- Comedy Bang! Bang! - serie TV, episodio 4x01 (2015)
- Chevy, regia di Brad Copeland - film TV (2015)

### Cortometraggi
- Julian, regia di Matthew Moore (2012)
- All God's Creatures, regia di Brendon McDonall (2012)
- The Amber Amulet, regia di Matthew Moore (2013)

## Doppiatori italiani
Nelle versioni in italiano delle opere in cui ha recitato, Ed Oxenbould è stato doppiato da:
- Leonardo Della Bianca in The Visit, Wildlife
- Riccardo Suarez in Una fantastica e incredibile giornata da dimenticare

## Riconoscimenti
- 2013 – AACTA Award[9]
  - Candidatura come Miglior giovane attore per Julian
- 2014 – Phoenix Film Critics Society Awards[10]
  - Candidatura alla Miglior performance di un giovane attore per Una fantastica e incredibile giornata da dimenticare
- 2015 – Young Artist Awards
  - Candidatura come Miglior giovane attore protagonista in un film per Una fantastica e incredibile giornata da dimenticare
  - Candidatura per il Miglior giovane cast in un film per Una fantastica e incredibile giornata da dimenticare
- 2015 – Phoenix Film Critics Society Awards[11]
  - Candidatura alla Miglior performance di un giovane attore per The Visit
- 2016 – Film Critics Circle of Australia Awards[12]
  - Miglior performance di un giovane attore per Paper Planes